# Гомпертсхаузен
Гомпертсхаузен (њем. Gompertshausen) општина је у њемачкој савезној држави Тирингија. Једно је од 43 општинска средишта округа Хилдбургхаузен. Према процјени из 2010. у општини је живјело 502 становника. Посједује регионалну шифру (AGS) 16069015.

## Географски и демографски подаци
Гомпертсхаузен се налази у савезној држави Тирингија у округу Хилдбургхаузен. Општина се налази на надморској висини од 310 метара. Површина општине износи 14,8 km². У самом мјесту је, према процјени из 2010. године, живјело 502 становника. Просјечна густина становништва износи 34 становника/km².